# برندن گلیسون
بِرِندِن گِلیسون  (به انگلیسی: Brendan Gleeson؛ زادهٔ ۲۹ مارس ۱۹۵۵) بازیگر و کارگردان ایرلندی است که با فیلم سارای عزیز، پا به عرصهٔ سینما نهاد. وی در سال ۲۰۰۹، برای بازی در فیلم در میان طوفان، برندهٔ جایزهٔ امی ساعات پربیننده شد.
گلیسون همچنین در سال ۲۰۰۸، برای بازی در فیلم در بروژ و در سال ۲۰۲۲، برای بازی در فیلم بنشی‌های اینیشرین، نامزد دریافت جایزه بفتای بهترین بازیگر نقش مکمل مرد، جایزه گلدن گلوب بهترین بازیگر نقش مکمل مرد و جایزه اسکار بهترین بازیگر نقش مکمل مرد شد.

## بخشی از فیلم‌شناسی

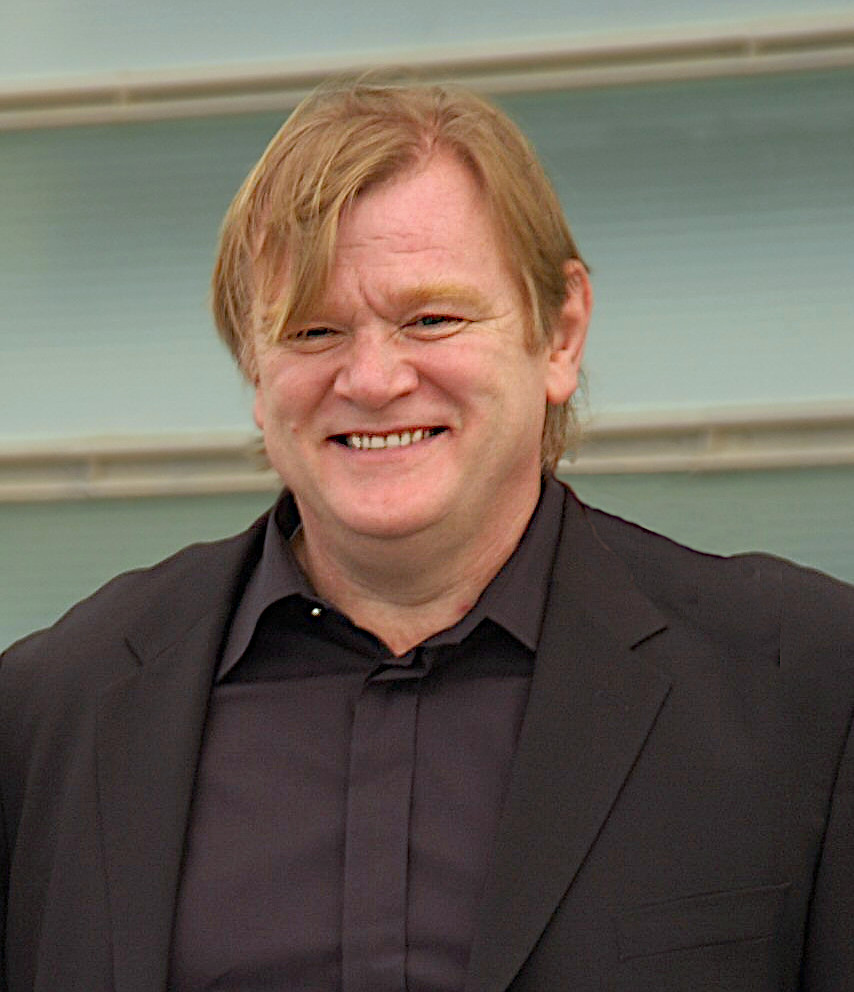
گلیسون در سپتامبر ۲۰۰۵

| نام                                | سال  | کارگردان          |
| مزرعه                              | ۱۹۹۰ | جیم شریدان        |
| دور و دورتر                        | ۱۹۹۲ | ران هاوارد        |
| بچه                                | ۱۹۹۳ | استیون فریرز      |
| به سوی غرب                         | ۱۹۹۲ | مایک نیوول        |
| شجاع دل                            | ۱۹۹۵ | مل گیبسون         |
| مایکل کولینز                       | ۱۹۹۶ | نیل جردن          |
| آشفتگی                             | ۱۹۹۷ | رابرت باتلر       |
| پسر خونریز                         | ۱۹۹۷ | نیل جردن          |
| ارتشبد                             | ۱۹۹۸ | جان بورمن         |
| ژست بیشتر                          | ۱۹۹۸ | روبرت دورنهلم     |
| این پدر من است                     | ۱۹۹۸ | پل کوئین          |
| دریاچه وحشت                        | ۱۹۹۹ | استیو مینر        |
| ماموریت غیر ممکن ۲                 | ۲۰۰۰ | جان وو            |
| گل های هریسون                      | ۲۰۰۰ | الی شوراکی        |
| خیاط پاناما                        | ۲۰۰۱ | جان بورمن         |
| هوش مصنوعی                         | ۲۰۰۱ | استیون اسپیلبرگ   |
| ۲۸ روز بعد                         | ۲۰۰۲ | دنی بویل          |
| دار و دسته های نیویورکی            | ۲۰۰۲ | مارتین اسکورسیزی  |
| آبی تیره                           | ۲۰۰۲ | ران شلتون         |
| کوهستان سرد                        | ۲۰۰۳ | آنتونی مینگلا     |
| در کشور من                         | ۲۰۰۴ | جان بورمن         |
| روستا                              | ۲۰۰۴ | ام. نایت شیامالان |
| تروآ                               | ۲۰۰۴ | ولفگانگ پترسن     |
| قلمرو بهشت                         | ۲۰۰۵ | ریدلی اسکات       |
| صبحانه در پلوتون                   | ۲۰۰۵ | نیل جردن          |
| هری پاتر و جام آتش                 | ۲۰۰۵ | مایک نیوول        |
| ایرلندی نگون بخت                   | ۲۰۰۷ | بِرَد گان           |
| در بروژ                            | ۲۰۰۸ | مارتین مک دونا    |
| پاداش پریر                         | ۲۰۰۹ | ایان فیتزگیبون    |
| هری پاتر و یادگاران مرگ – قسمت اول | ۲۰۱۰ | دیوید ییتس        |
| منطقه سبز                          | ۲۰۱۰ | پل گرینگرس        |
| نگهبان                             | ۲۰۱۱ | جان مایکل مک دونا |
| غراب                               | ۲۰۱۲ | جیمز مک تیگو      |
| دزدان دریایی! گروهی از ناجورها     | ۲۰۱۲ | پیتر لرد          |
| خانه امن                           | ۲۰۱۲ | دنیل اسپینوزا     |
| اسمورف ها ۲                        | ۲۰۱۳ | راجا گاسنل        |
| کالواری                            | ۲۰۱۴ | جان مایکل مک دونا |
| تیمارستان استون‌هیرست               | ۲۰۱۴ | بِرَد اندرسون       |
| ترانه دریا                         | ۲۰۱۴ | تام مور           |
| لبه فردا                           | ۲۰۱۴ | داگ لیمان         |
| حق رای                             | ۲۰۱۵ | سارا گورون        |
| در دل دریا                         | ۲۰۱۵ | ران هاوارد        |
| تعدی بر ما                         | ۲۰۱۶ | آدام اسمیت        |
| تنها در برلین                      | ۲۰۱۶ | وینسنت پرز        |
| اساسینز کرید                       | ۲۰۱۶ | جاستین کرزل       |
| پدینگتون ۲                         | ۲۰۱۷ | پل کینگ           |
| در شب زندگی کن                     | ۲۰۱۷ | بن افلک           |
| همپستد                             | ۲۰۱۷ | جوئل هاپکینز      |
| تصنیف باستر اسکراگز                | ۲۰۱۸ | برادران کوئن      |
| فرانکی                             | ۲۰۱۹ | آیرا ساکس         |
| تراژدی مکبث                        | ۲۰۲۱ | جوئل کوئن         |
| بنشی های اینیشرین                  | ۲۰۲۲ | مارتین مک دونا    |
| جوکر ۲: جنون دونفره                | ۲۰۲۴ | تاد فیلیپس        |
| ---------------------------------- | ---- | ----------------- |